# 福阿德·马苏姆
穆罕默德·福阿德·马苏姆（：‎，阿拉伯语：‎，1938年1月1日—），资深库尔德人政治家。1992年当选为伊拉克库尔德斯坦的首位总理。在2003年萨达姆政权倒台后，他曾出任伊拉克国民议会临时议长，同时也是伊拉克新宪法的主要修订人之一。在2014年伊拉克议会选举之后，他被选举为第七任伊拉克总统，成为继贾拉勒·塔拉巴尼后第二位不是阿拉伯人的伊拉克总统。

## 早年经历
马苏姆出生在伊拉克北部科亚（Koya）地区的哈巴嫩村（Khabanen）。在库尔德斯坦的宗教学校学习，后进入巴格达大学学习法律和伊斯兰教法。1958年，马苏姆前往开罗爱资哈尔大学完成他的高等教育。1968年在巴士拉大学担任教授。1975年获得爱资哈尔大学的伊斯兰哲学博士学位。

## 政治生涯

### 共产党
马苏姆在1962年加入伊拉克共产党，1964年他前往叙利亚会见叙利亚共产党书记哈立德·巴克达什（Khalid Bakdash），在发现巴克达什对库尔德人的态度后，他退出该党加入库尔德斯坦民主党。

### 库尔德斯坦民主党
1968年马苏姆担任库尔德斯坦民主党在巴士拉的代表。他也是库尔德革命在开罗的代表，直到1975年。1976年成为库尔德斯坦爱国联盟（PUK）的创始人之一。1992年，他成为第一个库尔德总理。2003年入侵伊拉克之前，马苏姆作为库尔德斯坦代表团成员回到巴格达，成为宪法起草委员会的成员。2004年，成为第一任代表委员会的议长。

### 总统
根据伊拉克战争之后形成的政治格局，伊拉克总理一职，是由人口占多数的什叶派担任，议会议长一职由逊尼派担任，而总统一职由库尔德人担任。
2014年，马苏姆被议会代表选举为第七任伊拉克总统。国会在7月24日进行了两轮投票，在投出的269张选票中，马苏姆赢得了211张选票，而他的竞争对手巴尔哈姆·萨利赫只获得了17张选票。在对总统进行投票之前，联合国秘书长潘基文在巴格达会见伊拉克总理马利基后的一个记者会上，他说：“伊拉克正面临着生存的威胁，要渡过这一关，就是要通过组建一个具有广泛包容性的政府，一个能够设法解决所有社会群体的担忧的政府，包括安全、政治、社会和经济方面的。”马苏姆当天宣誓就职时说，作为总统他将面临“巨大的安全、政治和经济任务”。

## 个人生活
马苏姆与妻子罗纳克（Ronak Abdul-Wahid Mustafa）共有五个女儿：Shereen、Jowan、Zozan、Shilan和Veian。还有一个儿子Showan，死于儿童疾病。